# Bohuai
Le bohuai (tulu-bohuai, bohuai-tulu, bowai, pahavai, pelipowai ou pohuai) est une des langues des îles de l'Amirauté, parlée en 1982 par 1 400 locuteurs en province de Manus, à Bohuai, Peli et Pelipowai. Il comprend les dialectes Keli, Bohuai, Tulu (Tulun, Tjudun) et est très proche du khehek. Ses locuteurs emploient aussi le kurti, le titan et l'ere.